# 聖三一塔

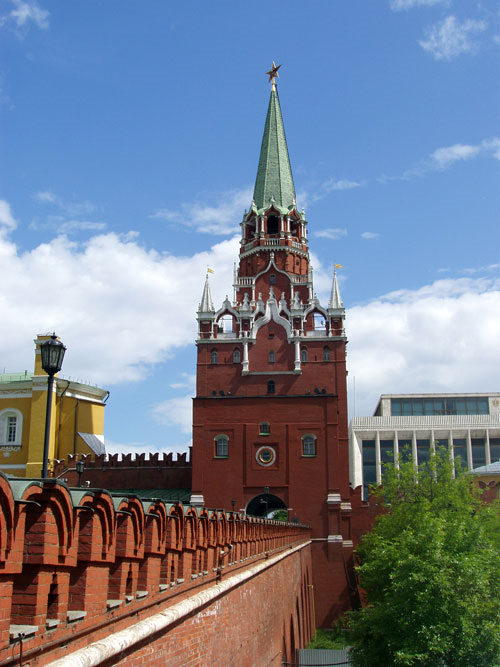
聖三一塔

聖三一塔（俄语：Троицкая башня）是位於俄羅斯莫斯科克里姆林宮西北的一座塔樓，在此可俯瞰亞歷山大花園。聖三一塔修建於1495年至1499年期間，由義大利建築家Aloisio da Milano設計。1935年，蘇聯政府在聖三一塔的頂部安裝了紅星。現在聖三一塔是克林姆拉宮最高的塔樓，也是克里姆林宮主要的入口之一。